# Oberbayern
Oberbayern (Bavaria Superioară) este una din cele șapte regiuni administrative de tip Regierungsbezirk din landul Bavaria, Germania.
Tot Oberbayern se numește și unitatea administrativă de tip Bezirk (în traducere liberă: „circumscripție”), identică teritorial cu regiunea administrativă Bavaria Superioară, dar având atribuții diferite.
Regiunea Bavaria Superioară se învecinează cu Austria, Niederbayern, Oberpfalz, Mittelfranken și Schwaben. Reședința regiunii administrative se găsește la München.

Poziţia regiunii administrative Bavaria Superioară (Oberbayern) în Germania

Poziţia regiunii administrative Bavaria Superioară (Oberbayern) în Bavaria

Orașe mai mari sunt: München, Ingolstadt, Rosenheim și Freising. O parte din Oberbayern a aparținut „Comitatului francilor” care a cuprins nordul Bavariei, nordul landului Baden-Württemberg și sudul Turingiei.
Termenul „Oberbayern” apare prima oară la împărțirea Bavariei în anul 1255.

## Originea numelor Oberbayern și Niederbayern
Numele Oberbayern (Bavaria Superioară) și Niederbayern (Bavaria Inferioară) se referă la poziția lor geografică față de cursul Dunării și al afluenților săi.

## Împărțirea administrativă
După reorganizarea teritorială din 1972 regiunea cuprinde trei orașe cu statut de district urban (care nu țin de vreun district rural) și 20 de districte rurale:

### Orașe district urban (kreisfreie Stadt)
1. München
2. Ingolstadt
3. Rosenheim

### Districte rurale (Landkreis)
| 1. Districtul Altötting 2. Districtul Bad Tölz-Wolfratshausen 3. Districtul Berchtesgadener Land 4. Districtul Dachau 5. Districtul Ebersberg 6. Districtul Eichstätt 7. Districtul Erding 8. Districtul Freising 9. Districtul Fürstenfeldbruck 10. Districtul Garmisch-Partenkirchen 11. Districtul Landsberg am Lech 12. Districtul Miesbach 13. Districtul Mühldorf am Inn 14. Districtul München 15. Districtul Neuburg-Schrobenhausen 16. Districtul Pfaffenhofen an der Ilm 17. Districtul Rosenheim 18. Districtul Starnberg 19. Districtul Traunstein 20. Districtul Weilheim-Schongau |

## Personalități născute aici
- Karim Adeyemi (n. 2002), fotbalist.

## Galerie de imagini

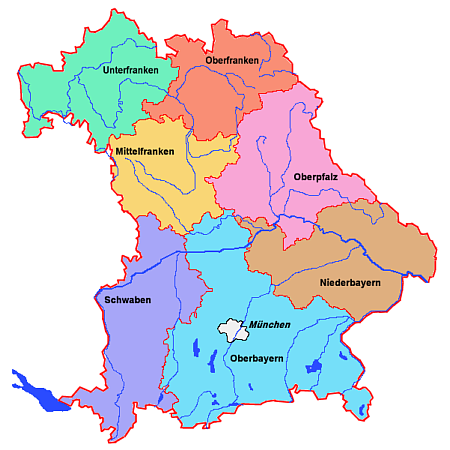
Harta landului Bavaria cu cele 7 regiuni administrative